# Lajeado Grande (Crissiumal)
Lajeado Grande é um distrito do município brasileiro de Crissiumal, no Rio Grande do Sul.